# Sanivarapupeta
Sanivarapupeta es una ciudad censal situada en el distrito de Godavari Oeste en el estado de Andhra Pradesh (India). Su población es de 8142 habitantes (2011). Se encuentra a 61 km de Vijayawada y a 3 km de Eluru.

## Demografía
Según el censo de 2011 la población de Sanivarapupeta era de 8142 habitantes, de los cuales 4112 eran hombres y 4030 eran mujeres. Sanivarapupeta tiene una tasa media de alfabetización del 85,25%, superior a la media estatal del 67,02%: la alfabetización masculina es del 88,17%, y la alfabetización femenina del 82,26%.